# Зарилаць
45°20′ пн. ш. 17°52′ сх. д. / 45.34° пн. ш. 17.86° сх. д.
Зарилаць (хорв. Zarilac) — населений пункт у Хорватії, у Пожезько-Славонській жупанії у складі міста Плетерниця.

## Населення
Населення за даними перепису 2011 року становило 176 осіб.
Динаміка чисельності населення поселення:

## Клімат
Середня річна температура становить 11,09 °C, середня максимальна – 25,58 °C, а середня мінімальна – -6,16 °C. Середня річна кількість опадів – 787 мм.
| Клімат поселення                              | Клімат поселення | Клімат поселення | Клімат поселення | Клімат поселення | Клімат поселення | Клімат поселення | Клімат поселення | Клімат поселення | Клімат поселення | Клімат поселення | Клімат поселення | Клімат поселення | Клімат поселення |
| Показник                                      | Січ.             | Лют.             | Бер.             | Квіт.            | Трав.            | Черв.            | Лип.             | Серп.            | Вер.             | Жовт.            | Лист.            | Груд.            |                  |
| Середній максимум, °C                         | 5,87             | 8,22             | 12,78            | 17,32            | 22,50            | 25,58            | 25,48            | 24,72            | 20,60            | 15,33            | 9,56             | 5,55             |                  |
| Середня температура, °C                       | −0,12            | 2,20             | 6,78             | 11,31            | 16,49            | 19,58            | 21,43            | 20,66            | 16,55            | 11,30            | 5,50             | 1,49             |                  |
| Середній мінімум, °C                          | −6,16            | −3,81            | 0,74             | 5,29             | 10,48            | 13,55            | 17,39            | 16,62            | 12,52            | 7,24             | 1,47             | −2,55            |                  |
| Норма опадів, мм                              | 49               | 49               | 49               | 59               | 74               | 98               | 69               | 67               | 57               | 71               | 81               | 64               |                  |
| Середньомісячна швидкість вітру, м/с          | 1.90             | 2.13             | 2.44             | 2.38             | 2.11             | 1.98             | 1.90             | 1.76             | 1.72             | 1.78             | 1.87             | 1.92             |                  |
| Середньомісячна сонячна радіація, кДж/м²·день | 4286             | 6995             | 10837            | 15287            | 19187            | 21314            | 22252            | 20257            | 14906            | 9238             | 4820             | 3590             |                  |
| --------------------------------------------- | ---------------- | ---------------- | ---------------- | ---------------- | ---------------- | ---------------- | ---------------- | ---------------- | ---------------- | ---------------- | ---------------- | ---------------- | ---------------- |
| Джерело:                                      |                  |                  |                  |                  |                  |                  |                  |                  |                  |                  |                  |                  |                  |